# Liste der Gefäßpflanzen Deutschlands/Habichtskräuter
Liste der Gefäßpflanzen Deutschlands
Artenliste, sortiert nach deutschem Gattungsnamen
- Untergattung Echte Habichtskräuter
- Untergattung Mausohr-Habichtskräuter

Die Gliederung der Habichtskräuter kann nicht als endgültig und abgeschlossen betrachtet werden.
Das gilt besonders auch für die hier angegebenen deutschen Namen.
Laut FloraWeb.de sind auch noch zahlreiche Unterarten beschrieben, die keinen eigenen deutschen Namen haben.
Die folgende Liste ist ein Auszug der Datenbank des Bundesamtes für Naturschutz.
Im Sinne der Standardisierung der Pflanzennamen sollen Änderungen und Ergänzungen nur vorgenommen werden, wenn die Übereinstimmung mit der Datenbank FloraWeb des Bundesamtes für Naturschutz sichergestellt ist.

## Untergattung Echte Habichtskräuter
- Habichtskraut, Abgemagertes (Hieracium macilentum) – Familie: Asteraceae
- Habichtskraut, Alantblättriges (Hieracium inuloides) – Familie: Asteraceae
- Habichtskraut, Alpen- (Hieracium alpinum) – Familie: Asteraceae
- Habichtskraut, Arlberg- (Hieracium arolae) – Familie: Asteraceae
- Habichtskraut, Benz’ (Hieracium benzianum) – Familie: Asteraceae
- Habichtskraut, Bitterkrautartiges (Hieracium picroides) – Familie: Asteraceae
- Habichtskraut, Blasses (Hieracium schmidtii) – Familie: Asteraceae
- Habichtskraut, Blaugraues (Hieracium caesium) – Familie: Asteraceae
- Habichtskraut, Blaugrünes (Hieracium glaucum) – Familie: Asteraceae
- Habichtskraut, Boccones (Hieracium bocconei) – Familie: Asteraceae
- Habichtskraut, Breitblättriges (Hieracium platyphyllum) – Familie: Asteraceae
- Habichtskraut, Cavilliers (Hieracium cavillieri) – Familie: Asteraceae
- Habichtskraut, Cottets (Hieracium cottetii) – Familie: Asteraceae
- Habichtskraut, Doldiges (Hieracium umbellatum) – Familie: Asteraceae
- Habichtskraut, Dolliners (Hieracium dollineri) – Familie: Asteraceae
- Habichtskraut, Dünnstängeliges (Hieracium vulgatum) – Familie: Asteraceae
- Habichtskraut, Durchscheinendes (Hieracium diaphanoides) – Familie: Asteraceae
- Habichtskraut, Endivien- (Hieracium intybaceum) – Familie: Asteraceae
- Habichtskraut, Fränkisches (Hieracium franconicum) – Familie: Asteraceae
- Habichtskraut, Frühblühendes (Hieracium glaucinum) – Familie: Asteraceae
- Habichtskraut, Gabeliges (Hieracium bifidum) – Familie: Asteraceae
- Habichtskraut, Geflecktes (Hieracium maculatum) – Familie: Asteraceae
- Habichtskraut, Gesägtblättriges (Hieracium serratum) – Familie: Asteraceae
- Habichtskraut, Gestrecktes (Hieracium porrectum) – Familie: Asteraceae
- Habichtskraut, Gewöhnliches (Hieracium lachenalii) – Familie: Asteraceae
- Habichtskraut, Gezähntes (Hieracium dentatum) – Familie: Asteraceae
- Habichtskraut, Glattes (Hieracium laevigatum) – Familie: Asteraceae
- Habichtskraut, Graugrünes (Hieracium canescens) – Familie: Asteraceae
- Habichtskraut, Grauzottiges (Hieracium piliferum) – Familie: Asteraceae
- Habichtskraut, Harrzsches (Hieracium harzianum) – Familie: Asteraceae
- Habichtskraut, Hasenlattich- (Hieracium prenanthoides) – Familie: Asteraceae
- Habichtskraut, Hasenohr- (Hieracium bupleuroides) – Familie: Asteraceae
- Habichtskraut, Jurassisches (Hieracium jurassicum) – Familie: Asteraceae
- Habichtskraut, Kerners (Hieracium kerneri) – Familie: Asteraceae
- Habichtskraut, Knorpellattich- (Hieracium chondrillifolium) – Familie: Asteraceae
- Habichtskraut, Lockerästiges (Hieracium sparsiramum) – Familie: Asteraceae
- Habichtskraut, Löffelkraut- (Hieracium cochlearioides) – Familie: Asteraceae
- Habichtskraut, Lorbeerartiges (Hieracium laurinum) – Familie: Asteraceae
- Habichtskraut, Lotwurzblättriges (Hieracium onosmoides) – Familie: Asteraceae
- Habichtskraut, Nachäffendes (Hieracium simia) – Familie: Asteraceae
- Habichtskraut, Niedriges (Hieracium humile) – Familie: Asteraceae
- Habichtskraut, Norvegisches (Hieracium norvegicum) – Familie: Asteraceae
- Habichtskraut, Peitschensprossiges (Hieracium flagelliferum) – Familie: Asteraceae
- Habichtskraut, Pfeilblättriges (Hieracium fuscocinereum) – Familie: Asteraceae
- Habichtskraut, Pietroszer (Hieracium pietroszense) – Familie: Asteraceae
- Habichtskraut, Prinz’ (Hieracium prinzii) – Familie: Asteraceae
- Habichtskraut, Promos- (Hieracium pseudolichaetum) – Familie: Asteraceae
- Habichtskraut, Quittenblättriges (Hieracium cydoniifolium) – Familie: Asteraceae
- Habichtskraut, Rapunzel- (Hieracium rapunculoides) – Familie: Asteraceae
- Habichtskraut, Rauhzottiges (Hieracium dasytrichum) – Familie: Asteraceae
- Habichtskraut, Savoyer (Hieracium sabaudum) – Familie: Asteraceae
- Habichtskraut, Schattenliebendes (Hieracium umbrosum) – Familie: Asteraceae
- Jura-Habichtskraut, Schein- (Hieracium juraniforme) – Familie: Asteraceae
- Habichtskraut, Schirmtraubiges (Hieracium pseudocorymbosum) – Familie: Asteraceae
- Habichtskraut, Schmalfaltiges (Hieracium stenoplecum) – Familie: Asteraceae
- Habichtskraut, Schöndoldiges (Hieracium calocymum) – Familie: Asteraceae
- Habichtskraut, Schwarzdrüsiges (Hieracium melanops) – Familie: Asteraceae
- Habichtskraut, Schwarzes (Hieracium atratum) – Familie: Asteraceae
- Habichtskraut, Schwärzliches (Hieracium nigrescens) – Familie: Asteraceae
- Habichtskraut, Schwarzwurzelblättriges (Hieracium scorzonerifolium) – Familie: Asteraceae
- Habichtskraut, Sommerfelts (Hieracium sommerfeltii) – Familie: Asteraceae
- Habichtskraut, Spitzzähniges (Hieracium oxyodon) – Familie: Asteraceae
- Habichtskraut, Starkbehaartes (Hieracium valdepilosum) – Familie: Asteraceae
- Habichtskraut, Steifköpfiges (Hieracium rigidiceps) – Familie: Asteraceae
- Habichtskraut, Steinbrech- (Hieracium saxifragum) – Familie: Asteraceae
- Habichtskraut, Stängelumfassendes (Hieracium amplexicaule) – Familie: Asteraceae
- Habichtskraut, Traubiges (Hieracium racemosum) – Familie: Asteraceae
- Habichtskraut, Valodda- (Hieracium valoddae) – Familie: Asteraceae
- Habichtskraut, Verbleichendes (Hieracium pallescens) – Familie: Asteraceae
- Habichtskraut, Verkahltes (Hieracium glabratum) – Familie: Asteraceae
- Habichtskraut, Vollmanns (Hieracium vollmannii) – Familie: Asteraceae
- Habichtskraut, Vorarlberg- (Hieracium rohacsense) – Familie: Asteraceae
- Habichtskraut, Wald- (Hieracium murorum) – Familie: Asteraceae
- Habichtskraut, Wallroths (Hieracium wallrothianum) – Familie: Asteraceae
- Habichtskraut, Wiesbaurs (Hieracium wiesbaurianum) – Familie: Asteraceae
- Habichtskraut, Wolfstrappblättriges (Hieracium lycopifolium) – Familie: Asteraceae
- Habichtskraut, Wollköpfiges (Hieracium pilosum) – Familie: Asteraceae
- Habichtskraut, Zottiges (Hieracium villosum) – Familie: Asteraceae

## Untergattung Mausohr-Habichtskräuter
- Habichtskraut, Aschgraues (Hieracium cinereiforme) – Familie: Asteraceae
- Habichtskraut, Auseinanderklaffendes (Hieracium chaunanthes) – Familie: Asteraceae
- Habichtskraut, Ausgebreitetes (Hieracium pseudeffusum) – Familie: Asteraceae
- Habichtskraut, Ausläuferreiches (Hieracium flagellare) – Familie: Asteraceae
- Habichtskraut, Behaartköpfiges (Hieracium chaetocephalum) – Familie: Asteraceae
- Habichtskraut, Berg- (Hieracium montanum) – Familie: Asteraceae
- Habichtskraut, Borsstblättriges (Hieracium setifolium) – Familie: Asteraceae
- Habichtskraut, Braunrötliches (Hieracium fuscescens) – Familie: Asteraceae
- Habichtskraut, Breitschuppiges (Hieracium hypeuryum) – Familie: Asteraceae
- Habichtskraut, Deidesheimer (Hieracium glaucisetigerum) – Familie: Asteraceae
- Habichtskraut, Dichtblütiges (Hieracium densiflorum) – Familie: Asteraceae
- Habichtskraut, Dunkelbraunes (Hieracium fuscum) – Familie: Asteraceae
- Habichtskraut, Dünnästiges (Hieracium leptoclados) – Familie: Asteraceae
- Habichtskraut, Erzgebirgs- (Hieracium apatelium) – Familie: Asteraceae
- Habichtskraut, Florentiner (Hieracium piloselloides) – Familie: Asteraceae
- Habichtskraut, Fuckels (Hieracium fallaciforme) – Familie: Asteraceae
- Habichtskraut, Fürnrohrs (Hieracium fuernrohrii) – Familie: Asteraceae
- Habichtskraut, Gabelästiges (Hieracium brachiatum) – Familie: Asteraceae
- Habichtskraut, Garchinger (Hieracium aneimenum) – Familie: Asteraceae
- Habichtskraut, Gegabeltes (Hieracium bifurcum) – Familie: Asteraceae
- Habichtskraut, Geknäueltköpfiges (Hieracium glomeratum) – Familie: Asteraceae
- Habichtskraut, Geöhrtes (Hieracium lactucella) – Familie: Asteraceae
- Habichtskraut, Gletscher- (Hieracium angustifolium) – Familie: Asteraceae
- Habichtskraut, Großblütiges (Hieracium macranthelum) – Familie: Asteraceae
- Habichtskraut, Großköpfiges (Hieracium macranthum) – Familie: Asteraceae
- Habichtskraut, Grünbblättriges (Hieracium viridifolium) – Familie: Asteraceae
- Habichtskraut, Grünfleckiges (Hieracium chlorops) – Familie: Asteraceae
- Habichtskraut, Hochästiges (Hieracium adriaticiforme) – Familie: Asteraceae
- Habichtskraut, Hoppes (Hieracium hoppeanum) – Familie: Asteraceae
- Habichtskraut, Irreführendes (Hieracium paragogum) – Familie: Asteraceae
- Habichtskraut, Isergebirgs- (Hieracium iseranum) – Familie: Asteraceae
- Habichtskraut, Kalksburger (Hieracium kalksburgense) – Familie: Asteraceae
- Habichtskraut, Kleines (Hieracium pilosella) – Familie: Asteraceae
- Habichtskraut, Körnickes (Hieracium koernickeanum) – Familie: Asteraceae
- Habichtskraut, Kugelköpfiges (Hieracium sphaerocephalum) – Familie: Asteraceae
- Habichtskraut, Kurzgabeliges (Hieracium brachycomum) – Familie: Asteraceae
- Habichtskraut, Kurztriebblütiges (Hieracium substoloniflorum) – Familie: Asteraceae
- Habichtskraut, Lämmersalat- (Hieracium arnoserioides) – Familie: Asteraceae
- Habichtskraut, Langläufer- (Hieracium macrostolonum) – Familie: Asteraceae
- Habichtskraut, Langläuferiges (Hieracium longistolonosum) – Familie: Asteraceae
- Habichtskraut, Langs (Hieracium walteri-langii) – Familie: Asteraceae
- Habichtskraut, Langschuppiges (Hieracium longisquamum) – Familie: Asteraceae
- Habichtskraut, Langstängeliges (Hieracium longiscapum) – Familie: Asteraceae
- Habichtskraut, Läuferblütiges (Hieracium stoloniflorum) – Familie: Asteraceae
- Habichtskraut, Leuker (Hieracium leucense) – Familie: Asteraceae
- Habichtskraut, Lockerrispiges (Hieracium spurium) – Familie: Asteraceae
- Habichtskraut, Löffelförmiges (Hieracium cochleatum) – Familie: Asteraceae
- Habichtskraut, Mastiges (Hieracium pollaplasium) – Familie: Asteraceae
- Habichtskraut, Mausohrähnliches (Hieracium pilosellinum) – Familie: Asteraceae
- Habichtskraut, Mausohrblütiges (Hieracium piloselliflorum) – Familie: Asteraceae
- Habichtskraut, Mayers (Hieracium mayeri) – Familie: Asteraceae
- Habichtskraut, Missgedeutetes (Hieracium heterodoxum) – Familie: Asteraceae
- Habichtskraut, Missverstandenes (Hieracium pseudoparagogum) – Familie: Asteraceae
- Habichtskraut, Nassauisches (Hieracium nassovicum) – Familie: Asteraceae
- Habichtskraut, Natterkopf- (Hieracium echioides) – Familie: Asteraceae
- Habichtskraut, Ochsenzungenblättriges (Hieracium anchusoides) – Familie: Asteraceae
- Habichtskraut, Orangerotes (Hieracium aurantiacum) – Familie: Asteraceae
- Habichtskraut, Pannonisches (Hieracium auriculoides) – Familie: Asteraceae
- Habichtskraut, Peitschenläuferiges (Hieracium polymastix) – Familie: Asteraceae
- Habichtskraut, Peletiers (Hieracium peleterianum) – Familie: Asteraceae
- Habichtskraut, Peters (Hieracium peterianum) – Familie: Asteraceae
- Habichtskraut, Preußisches (Hieracium prussicum) – Familie: Asteraceae
- Habichtskraut, Rain- (Hieracium arvicola) – Familie: Asteraceae
- Habichtskraut, Reichblütiges (Hieracium floribundum) – Familie: Asteraceae
- Habichtskraut, Reichhaariges (Hieracium euchaetium) – Familie: Asteraceae
- Habichtskraut, Rheinisches (Hieracium pseudomagyaricum) – Familie: Asteraceae
- Habichtskraut, Röhrenblütiges (Hieracium tubulascens) – Familie: Asteraceae
- Habichtskraut, Rotblütiges (Hieracium rubriflorum) – Familie: Asteraceae
- Habichtskraut, Roths (Hieracium rothianum) – Familie: Asteraceae
- Habichtskraut, Rötliches (Hieracium guthnickianum) – Familie: Asteraceae
- Habichtskraut, Schirmtragendes (Hieracium sciadophorum) – Familie: Asteraceae
- Habichtskraut, Schmächtiges (Hieracium stenosoma) – Familie: Asteraceae
- Habichtskraut, Schnee- (Hieracium niphostribes) – Familie: Asteraceae
- Habichtskraut, Schneids (Hieracium schneidii) – Familie: Asteraceae
- Habichtskraut, Schönhaariges (Hieracium calodon) – Familie: Asteraceae
- Habichtskraut, Schönköpfiges (Hieracium hybridum) – Familie: Asteraceae
- Habichtskraut, Schultes (Hieracium schultesii) – Familie: Asteraceae
- Habichtskraut, Schwarzköpfiges (Hieracium atramentarium) – Familie: Asteraceae
- Habichtskraut, Schwefelfarbenähnliches (Hieracium pseudosulphureum) – Familie: Asteraceae
- Habichtskraut, Schwefelgelbes (Hieracium sulphureum) – Familie: Asteraceae
- Habichtskraut, Täuschendes (Hieracium fallax) – Familie: Asteraceae
- Habichtskraut, Tiefgabeliges (Hieracium basifurcum) – Familie: Asteraceae
- Habichtskraut, Trockenheitsliebendes (Hieracium aridum) – Familie: Asteraceae
- Habichtskraut, Trugdoldiges (Hieracium cymosum) – Familie: Asteraceae
- Habichtskraut, Trügerisches (Hieracium fallacinum) – Familie: Asteraceae
- Habichtskraut, Unechtes (Hieracium nothum) – Familie: Asteraceae
- Habichtskraut, Ungarisches (Hieracium bauhini) – Familie: Asteraceae
- Habichtskraut, Visianis (Hieracium visianii) – Familie: Asteraceae
- Habichtskraut, Wiesen- (Hieracium caespitosum) – Familie: Asteraceae
- Habichtskraut, Zartes (Hieracium leptophyton) – Familie: Asteraceae
- Habichtskraut, Ziz’ (Hieracium zizianum) – Familie: Asteraceae
- Habichtskraut, Zweifelhaftes (Hieracium dubium) – Familie: Asteraceae